# Çorum-massakren
Çorum-massakren (Tyrkisk: Çorum Olayları eller Çorum Katliamı) refererer til de begivenheder, der fandt sted i maj-juli 1980 i Çorum og resulterede i at mindst 57 mennesker (overvejende alevitter) blev slået ihjel. Massakren forløb over 2 perioder: ca. 28. maj–2. juni 1980 og ca. 30. juni-7. juli 1980.

## Optakt
1970'ernes Tyrkiet var kendetegnet ved en stigende anspændthed i mellem den politiske venstre- og højrefløj. Alevitterne som generelt bekendte sig til venstrefløjen, blev i disse år flere gange udsat for angreb og massakrer af statsstøttede højrenationalistiske militanter. Maraş-massakren, som var en af de blodigste af sin slags, fandt sted kun to år forinden (1978) massakren i Çorum.
De blodige aktioner, som hidtil havde fundet sted i byer med en relativ høj koncentration af alevitter, blev nu også spredt til Çorum. Byen Çorum var forinden massakren blevet besøgt af den amerikanske CIA-mand, Robert Alexander Peck. Peck mødtes med en række politiske ledere i byen, men havde et særligt tæt forhold til det fascistiske parti, MHP.
Senere blev det meddelt at 21 våben var blevet stjålet fra sikkerhedsdepotet i Alaca's retsbygning. Et af disse våben blev kort efter fundet på en MHP-militant i Sungurlu.
I anledningen af Ramadan-månedens indtræf i 1980, trykkede Alaca's borgmester (fra partiet MHP), en bekendtgørelse, hvori han opfordrede folk til hellig krig (jihad).
Optakten til selve massakren fortsatte med flere stridigheder, hvilket bl.a. førte til drabet på mindst 2 personer.
Den 27. februar 1980 gik en gruppe venstreorienterede (primært alevitter) på gaden, for at demonstrere mod "urimelige forhold og fattigdom". Da guvernøren i Çorum påbød dem at demonstrere i et område, domineret af højrenationalistiske militante, blev demonstrationen aflyst for at undgå et møde med de militanter, som i mellemtiden havde indtaget deres positioner i det pågældende område.
Den 25. marts 1980 blev en venstreorienteret taxa-chauffør slået ihjel i Alaca.
Tre dage efter, blev 44 venstreorienterede politibetjente overflyttet til andre provinser i Tyrkiet og udskiftet med højreorienterede betjente.

## Massakrens første del
De anspændte forhold i Çorum kulminerede efter at en MHP-politiker, Gün Sazak, blev skudt i byen Eskişehir d. 27. maj 1980. Gün Sazak mentes at være dræbt af en væbnet venstreorienteret organisation. Dette mord, som dog ikke havde nogen som helst forbindelse til byen Çorum, blev brugt som en begrundelse for at påbegynde en massakre mod alevitterne i Çorum.

### Den 28. maj 1980
Dagen efter mordet på Gün Sazak, gik MHP-tilhængere og -militanter ud i gaderne for at protestere drabet. Denne protest, som fandt sted uden en myndig tilladelse, blev ledsaget med slagordene:
Kana kan, intikam! (Blod for blod, hævn!)
Ya kan kusturacağız, ya tam susturacağız! (Enten får vi dem til at kaste blod op, eller også bringer vi dem helt til tavshed!)
Kanımız aksa da zafer İslâmın! (Om så vi vil miste blod for det, så vil islam sejre!)
Politiet som normalt bekender sig til hårde metoder for at undertrykke ulovlige opvisninger og demonstrationer, gjorde ingenting for at stoppe den vrede folkemængde. Flere vidner har desuden fortalt, at politiet endda stod på vagt rundt om demonstranterne for at beskytte dem. Herefter begyndte demonstranter at gå til angreb på butikker ejet af alevitter. Samme dag blev mange alevitiske elever også udsat for trusler og tæsk på deres skoler.

### Den 29. maj 1980
Den 29. maj 1980 begyndte massakren for alvor. Denne dag var der endnu flere MHP-tilhængere og MHP-militanter ude i gaderne, fordi der nu var kommet en masse nye MHP-militanter til, fra andre nærliggende byer. Mange af disse var rejst med turistbusser, og bar på store boldtræ eller pistoler. De tilstedeværende politibetjente nøjedes igen med at se på, mens nogle af dem, ifølge vidner, deltog i protesterne. Da alevitiske virksomheder igen bliver udsat for angreb, beslutter nogle af virksomhedsejerne at klage til politiet. Men disse klager afvises med begrundelsen: "Dette er en social sag. Det kan vi ikke blande os i". Også det lokale avisbureau, Çorum Gazetesi bliver udsat for angreb. To medarbejdere overlever overfaldet ved at skjule sig i bygningen.
I mellemtiden havde andre MHP-militanter afspærret centrale hovedveje og hindrede alevitter i rejse til og fra byen.
Samme dag gik militante til angreb på et alevitisk kvarter i Çorum. Kvarteret blev forsøgt angrebet fra tre forskellige indgange, men blev alle slået tilbage af unge alevitiske modstandsfolk. To af disse modstandsfolk blev holdt tilbage af politifolk, som dog måtte løslade dem igen, da de blev mødt af aleviternes protester.
Om aftenen forsøgte militante igen at trænge ind i Çorums alevi-kvarterer og der opstod skudveksling mellem det offensiv og alevitternes forsvar.
Der blev erklæret undtagelsestilstand i byen, men denne erklæring lod ikke til at blive overholdt. Herefter opbyggede alevitter barrikader for at blokere nye angreb. To af disse barrikader forsøgtes splittet af soldater med ordrer fra daværende guvernør Rafet Üçtelli. Dette blev mødt med alevitternes modstand og soldaterne, med oberstløjtnant Vural Güride i spidsen, undlod at splitte barrikaderne.
En måned efter blev Vural Güride afskediget fra sin stilling efter MHP-parlamentarikeres ønske.

### Den 30. maj 1980
En politibetjent findes dræbt (Abdurrahman Koçak). 2 andre politibetjente (en af dem er den venstreorienterede Muzaffer Yeşilyurt) mister livet. Officielle anklageskrifter pegede på at disse folk blev skudt af folk fra Çorums alevi-kvarter, men øjenvidner har efterfølgende forklaret, at en af betjentene (som var venstreorienteret) blev skudt af en anden politibetjent efter et skænderi.

### Den 31. maj 1980
Der arrangeres et møde mellem de højerestående politikere og militærfolk i regionen. Politibetjenten Kemal Maraşlı anklager venstreorientere parlamentarikere for at være skyldige i konflikterne. Herefter udsættes disse parlamentarikere for væbnede trusler af andre politikerne. Dette støttes af nogle politibetjente der også retter deres pistoler mod CHP-parlamentarikerne. Men andre politibetjente vælger at forsvare CHP-parlamentarikerne.
Guvernøren holder en tale i gråd, hvor han udstiller byens alevi-kvarter som et faretruende sted. Efter denne tale fortæller militærfolk, at de vil bryde ind i byens alevi-kvarter med tanks og "sætte en stopper for det hele".
CHP-parlamentarikere kritiserer udtalelserne og foreslår at de selv tager til alevi-områderne, for at snakke med folk. Der fortæller parlamentarikerne de lokale mennesker, at de er nødt til at fjerne barrikaderne, for at undgå en indtrængen med tanks. Alevitterne forsikredes også om, at ingen ville få lov til at bevæge sig ind i deres områder, hvis barrikaderne opløses. Herefter opløstes alle barrikader omkring de alevitiske kvarterer.

### Den 2. juni 1980
En alevi bliver stoppet på sin vej fra Çorum til sin landsby af en flok mænd fra landsbyen Ovasaray. Mændene skyder ham, da de finder ud af at han er alevi.

## Mellemperioden
Således afsluttes den første bølge af Çorum-massakrerne. Efter cirka en måned, begynder nye angreb og massakrer på byens alevitter. I perioden i mellem disse to dele, finder utallige individuelle mord og angreb dog også sted. I mellemtiden blev byen Çorum for alvor delt i to; områder der før var beboet af både alevitter og sunnitter blev i løbet af kort tid homogeniseret ved, at alevitterne flyttede væk fra sunnittisk-dominerede områder og omvendt. I denne periode blev især det offentlige SSK-hospital benyttet som et sted for tortur og drab af alevitter, ofte støttet af politiet.

## Massakrens anden del

### Den 30. juni 1980
Den anden bølge af massakren starter, da en bilist bevæger sig ind på et alevitisk-domineret område og begynder at åbne ild.

### Den 1. juli 1980
Militante fascister affyrer skud mod alevitter fra områder i nærheden af SSK-hospitalet. Huse og virksomheder tilhørende alevitter og venstreorienterede, angribes og sættes i brand.

### Den 2. juli 1980
Fascistiske militante grupper blokerer alle veje ind til byen. Trafikerende alevitter der stoppes, bliver angrebet, røvet, tortureret eller dræbt. Mange huse tilhørende alevitter sættes i brand.

### Den 3. juli 1980
Der indføres udgangsforbud i Çorum, men ikke desto mindre fortsætter gadekampe. Nogle huse tilhørende alevitter bliver markeret af nogle militanter (en metode som også blev brugt under Maraş-massakren i 1978).

### Den 4. juli 1980
Udgangsforbuddet ophæves pludseligt af ukendte årsager. Efter fredagsbønnen, spredes det i moskéerne, at "kommunisterne" [red: alevitterne] har bombet Alaaddin-moskéen, hvorefter store mængder af vrede mennesker går til angreb på Çorums alevi-kvarterer. Selvom nogle mennesker i moskéerne forsøgte at overtale de tilstedeværende om, at der var tale om en falsk påstand, lykkedes det ikke at forhindre dem i at angribe alevitter. Samme dag udsender den statslige tv-kanal TRT nyheder, der implicit bebrejder alevitterne for uroen i Çorum. Minimum 10 alevitter (heraf 1 kvinde) bliver denne dag taget som gidsler og derefter henrettet af militante fascister. Mange andre dræbes på andre måder.

## Ofre
Çorum-massakren har resulteret i at mindst 57 mennesker blev dræbt (hvoraf ca. 90% var alevitter), over 200 mennesker blev såret og utallige huse blev brændt ned.